# Industriegewerkschaft Bau-Holz
Die Industriegewerkschaft Bau-Holz war eine Einzelgewerkschaft des damaligen Gewerkschaftsbundes der DDR, des sogenannten Freien Deutschen Gewerkschaftsbundes (FDGB). Sie ist 1950 aus einem Zusammenschluss der IG Bau und der IG Holz entstanden. Mit zeitweise rund 950.000 Mitgliedern war sie die drittgrößte Einzelgewerkschaft des FDGB und hatte zur Aufgabe, sämtliche Interessen der Beschäftigten der Bau- und Holzwirtschaft zu vereinigen.

## Gründung und Entwicklung
Durch einen Beschluss der KPD über den Wiederaufbau von Gewerkschaften, die im August 1944 in den „Richtlinien zur Gewerkschaftspolitik“ festgelegt und im Juni 1945 durch den "Vorbereitenden Gewerkschaftsausschuss" bestätigt wurden, konnte erstmals der Grundstein gelegt werden für den grundsätzlichen Gewerkschaftsaufbau der DDR. So fand am 15.06.1945 die Gründung der Einheitsgewerkschaft FDGB statt, so dass in den darauffolgenden Monaten die Organisation der Einzelgewerkschaften beginnen konnte. Von 1946 bis 1950 bestand die IG Bau-Holz aus den beiden einzelnen Gewerkschaften, der IG Bau und der IG Holz. Mit dem Zusammenschluss sollte eine wirksamere Interessenvertretung erreicht werden.

### IG Bau
Die IG Bau entstand im Rahmen der Zentraldeligiertenkonferenz, die vom 13.-14. Juni 1946 in Halle stattgefunden hat und begann mit der Arbeitsaufnahme im Juli 1946.
Im Mai 1947 wurde das Sekretariat sowie die 11 Hauptabteilungen gebildet (Organisation, Wirtschaft, Sozialpolitik, Berufsausbildung, Löhne und Tarife, Arbeitsrecht, Betriebsräte, Schulung und Bildung, Frauen, Jugend, Presse).
Die IG Bau umfasste laut Satzung alle Arbeitskräfte der Bauindustrie, des Bauhauptgewerbes und des Baunebengewerbes, der kommunalen Betriebe von Bau- und Wohnungsunternehmen, der Baustoffindustrie und des Baustoffhandels, ebenso Selbstverwaltungsbaubetriebe und Lehrbauhöfe.
1950 bestanden 910 Ortsvorstände sowie 139 Kreis- und Gebietsvorstände.
Im Juni 1946 umfasste die IG Bau 199.333 Mitglieder, bis zum Zusammenschluss 1950 stieg die Zahl auf 374.382.
Vorsitzender war vom 04.07.1946 bis 01.10.1953 der Politiker Franz Jahn (später der IG Bau-Holz).

### IG Holz
Die IG Holz wurde auf der Zentraldeligiertenkonferenz, die vom 11.-12.6.1946 in Gotha stattfand, gegründet. Der Zuständigkeitsbereich erstreckte sich auf die holzverarbeitende Industrie, damit auch auf die Klavier- und Musikinstrumentenindustrie, Bootsbauereien bis hin zu Rahmenfabriken und Holzbildhauereien.
1950 bestanden 663 Ortsvorstände sowie 64 Kreis- und Gebietsvorstände.
Im Juni 1946 umfasste die IG Holz 108.384 Mitglieder, vor dem Zusammenschluss zur IG Holz-Bau 1950 waren es bereits 194.362.
Vorsitzender war zur Zeit des Bestehens der ebenfalls politisch tätige Max Wachtel.

### Entwicklung
Bis zu einer Neuausrichtung 1950 waren die Einzelgewerkschaften organisiert in Gebietsvorstände (Landes- bzw. Provinzvorständen und Ortsvorständen) sowie ab 1949 zusätzlichen weiteren Kreissekretariaten. Die zu erfüllenden Aufgaben, welche laut Satzung bei der Gründung der jeweiligen Gewerkschaften festgelegt wurden, umfassten:
- Liquidierung von Konzernen und Kartellen
- Entfernung von Faschisten und Kriegsverbrechern aus leitenden Stellen
- Mitwirkung in den Wirtschaftsorganen des Industriezweigs
- Erzielung günstiger Lohn- und Arbeitsbedingungen durch kollektive Tarifverträge und Betriebsvereinbarungen
- Begrenzung der Arbeitszeit auf 48 Stunden wöchentlich

Am 16.03.1950 kam es im Zuge der Gewerkschaftswahlen zum Zusammenschluss und damit der Gründung der IG Bau-Holz, womit die IG Holz-Bau in der Lage war rund 12,2 %, aller Mitglieder des FDGB zu stellen. Da die Bildung anderer Gewerkschaftsorganisationen untersagt war und eine Mitgliedschaft einige Vorteile für Karriere wie auch Freizeit sichern konnte, entwickelten sich die Mitgliedszahlen auch in den darauffolgenden Jahrzehnten weiterhin rasant:
- 1950: 528.744
- 1963: 563.383
- 1972: 713.224
- 1980: 957.885 (10,6 % der ges. Mitglieder des FDGB)
- 1985: 956.464 (10,1 % der ges. Mitglieder des FDGB)

## Organisationsstruktur
Formal war die IG Bau-Holz zwar selbstständig, auf juristischer Ebene jedoch abhängig vom Dachverband. Die Gebietsvorstände der Einzelgewerkschaften waren an die Weisungen der Territorialvorstände des FDGB gebunden. Im Sinne einer "Fachabteilung" hatte sie sich gemäß der Beschlüsse sowie finanziell nach den Entscheidungen des Dachverbandes FDGB zu richten. Vorwiegend lagen die Kompetenzen der IG Bau-Holz somit in der Umsetzung der Beschlüsse des FDGB-Kongresses und des Bundesvorstandes allgemein.
Das oberste Gremium der IG Bau-Holz war die Zentrale Delegiertenkonferenz (ZDK). Diese Konferenz kam i. d. R. alle 4 bis 5 Jahre zusammen. Insgesamt wurden 11 ZDK abgehalten, bei denen jeweils das Leitungsorgan, der Zentralvorstand (ZV) gewählt wurde. Der ZV tagte alle 3 Monate, um die Arbeit und die anstehenden Aufgaben des nächsten Quartals zu besprechen. Der ZV war hierbei in die nachfolgenden Abteilungen untergliedert:
- Org. – Instrukteurabteilung
- Abteilung Arbeit und Sozialpolitik
- Abteilung Schulung
- Abteilung kulturelle Massenarbeit
- Abteilung Gewerkschaftsagitation
- Abteilung Kader
- Abteilung Finanzen (laut Geschäftsordnung vom 5.12.1950)

Ab 1950 passten sich er Zentralvorstand dem Bundesvorstand an, sodass die Gewerkschaft nunmehr organisiert war in Arbeitsgremien (Sekretariate), Abteilungen und Büros.
Die genaue Organisationsstruktur der IG Bau-Holz, wie auch die der anderen Einzelgewerkschaften veränderte sich über die Jahre des Bestehens mehrmals strukturell und funktional.
Die IG Bau-Holz schloss mit der westdeutschen IG Bau-Steine-Erden eine Vereinbarung über regelmäßige Beziehungen auf allen Ebenen einschließlich der Betriebe, in der auch Kurzseminare und Lehrgänge vorgesehen waren.
Die IG Bau-Holz war überdies Mitglied der internationalen Vereinigung der Gewerkschaften (IVG) der Werktätigen der Bau-, Holz- und Baumaterialienindustrie des Weltgewerkschaftsbundes.
Die IG Holz-Bau war außerdem für die Herausgabe der verschiedenen Zeitschriften "Bauzeitung", "Der Bau" und "der Holzverarbeiter" verantwortlich.

### Zweigspezifische Abteilungen
Die praktische Umsetzung des Bundesvorstandes sollte in den folgenden zweigspezifischen Abteilungen stattfinden:
- Allgemeines Bauwesen
- Industriebau, Bauindustrie
- Steinindustrie, Holzbearbeitung
- Holzverarbeitung
- Holzhausbau
- Baustoffindustrie (Nach Vereinbarungen mit der IG Chemie 1955)
- Spielwaren (bis 1964 in IG Metall, IG Chemie, IG Druck und Papier, IG Textil – Bekleidung – Leder)
- Musik und Kulturwaren (bis 1964 in IG Metall, IG Druck und Papier)

### Vorsitzende
- Franz Jahn: 4.7.1946- 1.10.1953 (bis März 1950 Vorsitzender der IG Bau)
- Walter Tille: 22.10.1953 – 19.9.1958
- Lothar Lindner: 20.9.1958 – 10.2.1990
- Horst Schulz: 10.2.1990 – 31.10.1990

## Organisationsbereich
Die IG Bau-Holz umfasste alle Beschäftigten der Bauwirtschaft sowie der Holzindustrie. Im Januar 1989 wies die IG Holz-Bau 935.208 Mitglieder auf, was rund 9,7 % der Mitgliedschaften des gesamten FDGB entsprach. Da die Einzelgewerkschaften de facto keine Autonomie besaßen, blieb der IG Bau-Holz wie auch den anderen Einzelgewerkschaft lediglich und auch nur zum Teil die Kompetenz für das Tarifwesen sowie die Berufsausbildung. Das Führen von Streiks war lediglich in der Theorie möglich, da die Weisungshoheit der SED dies faktisch unterband.
Vielmehr war der FDGB aufgrund der Treue zur SED dazu veranlasst, Forderungen zu erfüllen, die über traditionelle gewerkschaftliche Tätigkeiten weit hinausgingen. Zum Teil handelte es sich dabei auch um Aufgaben, die im Kontrast zu den Ansprüchen der Arbeitnehmer standen und gegen deren wirtschafts-, sozial- und tarifpolitischen Interessen agierten. Dazu zählten beispielsweise die Mitwirkung in der staatlichen Wirtschaftsplanung und -leitung bei der Etablierung der zentralistischen Planwirtschaft und die Verwaltung der staatlichen Sozialversicherung.  Weiterhin warben die Gewerkschaftsorganisationen für eine Steigerung der Arbeitsproduktivität und setzten einen Leistungslohn um, der für den Großteil der Arbeitnehmer bedeutete, sich letztlich zwischen Mehrarbeit oder Lohnsenkung entscheiden zu müssen.
Konkret waren die Einzelgewerkschaften des FDGB für die praktische Umsetzung in den Betrieben zuständig, wo der „sozialistische Wettbewerb“ unter den Arbeitnehmern forciert werden sollte, um eine Steigerung der Arbeitsleistung zu erhalten.

## Verbleib und Transformation
Kurz vor der "Wende" und dem damit einhergehenden dem Ende der DDR 1989 wurde eine Neuausrichtung der Gewerkschaft zum 31. Oktober 1990 beschlossen. Mit dem Rücktritt des gesamten FDGB-Bundesvorstandes und der Übernahme durch neugewählte Vertreter der Einzelverbände kam es zu einer grundlegenden Erneuerung des Dachverbandes und der Einzelgewerkschaften. Die Anerkennung der führenden Rolle der SED wurde aus der Satzung gestrichen und die Autonomie der Einzelverbände gestärkt.
Im Zuge der deutschen Einheit wurde eine weitgehende Anlehnung an die Struktur der BRD gefordert. Somit kam es am 30. September 1990 zur Auflösung und später der Übernahme durch die bundesdeutschen Pendants IG Bau-Steine-Erden und der Gewerkschaft Holz und Kunststoff und den Übertritt aller verbliebener Mitglieder.

## Fazit und Kritik
Grundsätzlich hatte die IG Bau-Holz, wie auch andere Einzelgewerkschaften, nur eine sehr geringe Wirkungsmacht, da sie einerseits an die Weisungen der Territorialvorstände des FDGB gebunden war und der FDGB seinerseits weniger die Interessen der Mitglieder durchsetzte und im Sinne einer „Staatsgewerkschaft“ mehr als „Ausführungsorgan des Staates“ diente. Nicht zuletzt aufgrund der personellen Nähe zur SED war eine Entkoppelung der Gewerkschaft und somit eine Schutzfunktion sowie Interessenvertretung der Mitglieder fragwürdig.
Zu großen Teilen agierte der Dachverband der FDGB sogar entgegen den Interessen der Arbeitnehmer in wirtschafts-, sozial- und tarifpolitischen Belangen gemäß der politischen Linie der SED. Die Mitgliedschaft für Beschäftigte in DDR-Betrieben war jedoch praktisch erzwungen, da ansonsten mit erheblichen Nachteilen im Beruf und Freizeit zu rechnen war.